# Angraecum penzigianum
Angraecum penzigianum är en orkidéart som beskrevs av Rudolf Schlechter. Angraecum penzigianum ingår i släktet Angraecum och familjen orkidéer. Inga underarter finns listade i Catalogue of Life.